# Stylogaster currani
Stylogaster currani är en tvåvingeart som beskrevs av Aldrich 1930. Stylogaster currani ingår i släktet Stylogaster och familjen stekelflugor. Inga underarter finns listade i Catalogue of Life.